# Miss USA 2011
Miss USA 2011, est la 60e élection de Miss USA, qui s'est déroulée le 19 juin 2011 à Las Vegas, Alyssa Campanella, Miss Californie USA 2011 succède à Rima Fakih Miss USA 2010.

## Résultats
| Résultats finals | Candidates |
| ---------------- | --- |
| Miss USA 2011    | Californie - Alyssa Campanella |
| 1re dauphine     | Tennessee - Ashle Durham |
| 2e dauphine      | Alabama - Madeline Mitchell |
| 3e dauphine      | Texas - Ana Rodriguez |
| Top 8            | - Hawaï - Angela Byrd - Maine - Ashley Lynn Marble - Maryland - Allyn Rose - Caroline du Sud - Courtney Turner |
| Top 16           | - Arizona - Brittany Brannon - Floride - Lisette Garcia - Géorgie - Kaylin Reque - Indiana - Jillian Wunderlich - Missouri - Hope Driskill - Nouveau-Mexique - Brittany Toll * - New York - Amber Collins - Utah - Jamie Crandall |

## Jury
- Mariel Hemingway
- Zuleyka Rivera

## Les participantes
| Pays                 | Candidate              | Âge    | Taille | Ville              |
| -------------------- | ---------------------- | ------ | ------ | ------------------ |
| Alabama              | Madeline Mitchell      | 22 ans | 1,77 m | Russellville       |
| Alaska               | Jessica Chuckran       | 24 ans | 1,75 m | Anchorage          |
| Arizona              | Brittany Brannon       | 22 ans | 1,72 m | Paradise Valley    |
| Arkansas             | Lakynn McBride         | 20 ans | 1,70 m | White Hall         |
| Californie           | Alyssa Campanella      | 21 ans | 1,80 m | Los Angeles        |
| Caroline du Nord     | Brittany Leigh York    | 21 ans | 1,70 m | Wilmington         |
| Caroline du Sud      | Courtney Hope Turner   | 21 ans | 1,70 m | North Augusta      |
| Colorado             | Blair Griffith         | 23 ans | 1,65 m | Denver             |
| Connecticut          | Regina Turner          | 21 ans | 1,67 m | Hartford           |
| Dakota du Nord       | Brandi Schoenberg      | 26 ans | 1,70 m | Bismarck           |
| Dakota du Sud        | Chandra Burnham        | 23 ans | 1,75 m | Highmore           |
| Delaware             | Katie Hanson           | 20 ans | 1,70 m | Newark             |
| District of Columbia | Heather Swann          | 23 ans | 1,70 m | Washington         |
| Floride              | Lissette Garcia        | 26 ans | 1,72 m | Miami              |
| Géorgie              | Kaylin Reque           | 22 ans | 1,77 m | Suwanee            |
| Hawaï                | Angela Byrd            | 23 ans | 1,75 m | Honolulu           |
| Idaho                | Erza Haliti            | 20 ans | 1,70 m | Meridian           |
| Illinois             | Angela Sparrow         | 25 ans | 1,72 m | Chicago            |
| Indiana              | Jillian Wunderlich     | 20 ans | 1,70 m | Kokomo             |
| Iowa                 | Rebecca Goldsmith      | 26 ans | 1,65 m | Chariton           |
| Kansas               | Jaymie Stokes          | 20 ans | 1,65 m | Lenexa             |
| Kentucky             | Kia Hampton            | 22 ans | 1,67 m | Louisville         |
| Louisiane            | Page Pennock           | 21 ans | 1,70 m | Shreveport         |
| Maine                | Ashley Lynn Marble     | 27 ans | 1,67 m | Topsfield          |
| Maryland             | Allyn Rose             | 22 ans | 1,82 m | Newburg            |
| Massachusetts        | Alida D'Angona         | 24 ans | 1,75 m | Boston             |
| Michigan             | Channing Pierce        | 24 ans | 1,70 m | Royal Oak          |
| Minnesota            | Brittany Lee Thelemann | 24 ans | 1,72 m | Plymouth           |
| Mississippi          | Keeley Patterson       | 20 ans | 1,62 m | Starkville         |
| Missouri             | Hope Driskill          | 21 ans | 1,75 m | Jefferson City     |
| Montana              | Brittany Wiser         | 23 ans | 1,73 m | Bozeman            |
| Nebraska             | Haley Herold           | 23 ans | 1,75 m | Omaha              |
| Nevada               | Sarah Chapman          | 27 ans | 1,75 m | Henderson          |
| New Hampshire        | LacyJane Folger        | 22 ans | 1,70 m | Farmington         |
| New Jersey           | Julianna White         | 22 ans | 1,70 m | Haddon Township    |
| New York             | Amber Collins          | 24 ans | 1,70 m | Washington Heights |
| Nouveau-Mexique      | Brittany Toll          | 24 ans | 1,67 m | Las Cruces         |
| Ohio                 | Ashley Caldwell        | 24 ans | 1,75 m | Gallipolis         |
| Oklahoma             | Lauren Lundeen         | 23 ans | 1,75 m | Edmond             |
| Oregon               | Alaina Bergsma         | 21 ans | 1,90 m | Eugene             |
| Pennsylvanie         | Sheena Monnin          | 26 ans | 1,73 m | Pittsburgh         |
| Rhode Island         | Kate McCaughey         | 23 ans | 1,70 m | Lincoln            |
| Tennessee            | Jessica Hibler         | 22 ans | 1,67 m | Brentwood          |
| Texas                | Britanny Booker        | 20 ans | 1,80 m | Friendswood        |
| Utah                 | Kendyl Bell            | 24 ans | 1,72 m | Sandy              |
| Vermont              | Jamie Dragon           | 25 ans | 1,72 m | Milton             |
| Virginie             | Catherine Muldoon      | 26 ans | 1,70 m | Virginia Beach     |
| Washington           | Christina Clarke       | 22 ans | 1,67 m | Seattle            |
| Virginie-Occidentale | Andrea Roger           | 24 ans | 1,78 m | Martinsburg        |
| Wisconsin            | Emily Guerin           | 22 ans | 1,67 m | Monroe             |
| Wyoming              | Holly Allen            | 24 ans | 1,72 m | Lander             |